# Fairport (New York)
Pour les articles homonymes, voir Fairport.
Fairport est un village du comté de Monroe situé à l'est de Rochester dans l'État de New York. Il comptait 5 740 habitants en 2000.
Il est connu pour être le « Joyau du Canal Erie » (Crown Jewel of the Erie Canal).

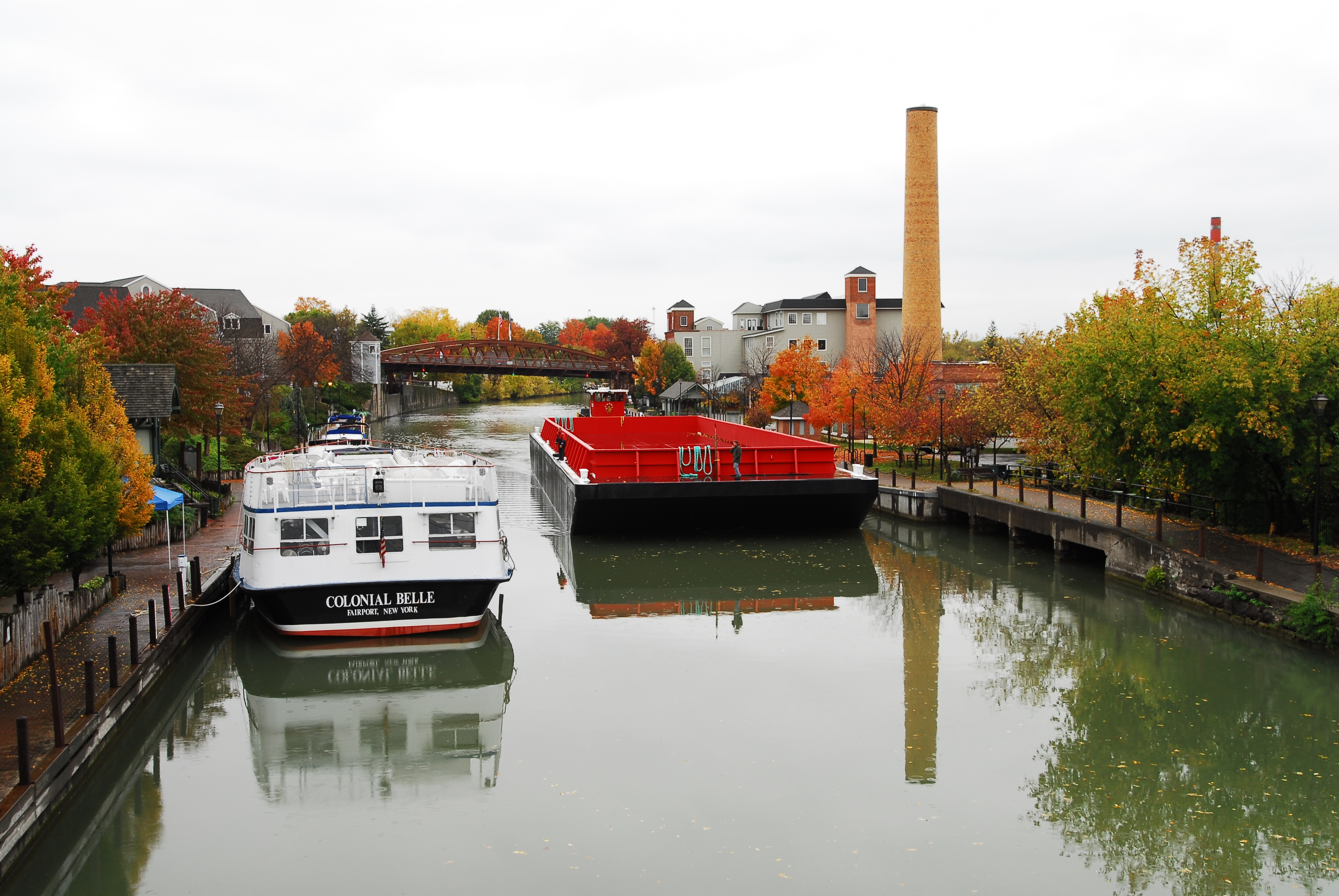
Barge à Fairport (2007)
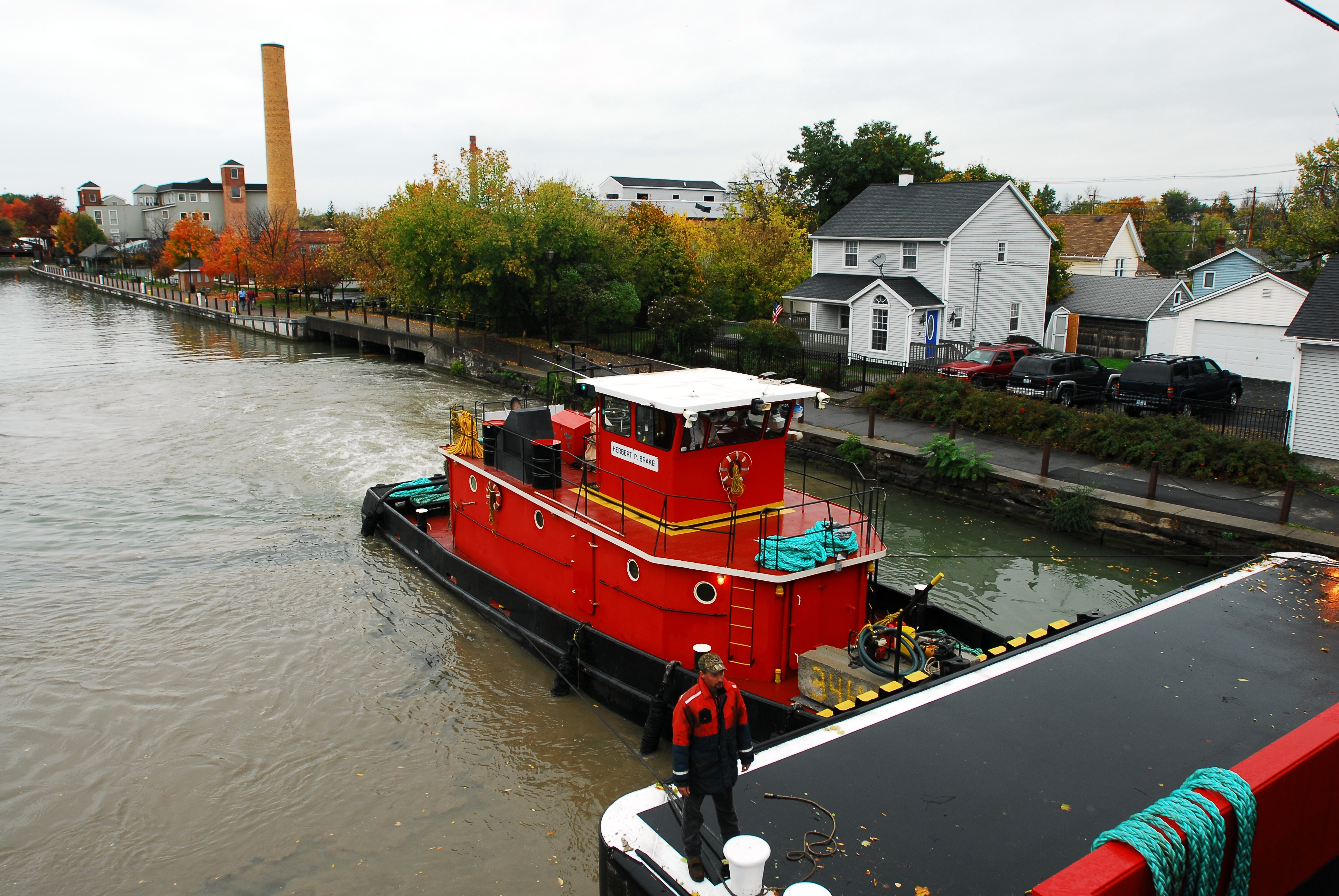
Barge à Fairport (2007)
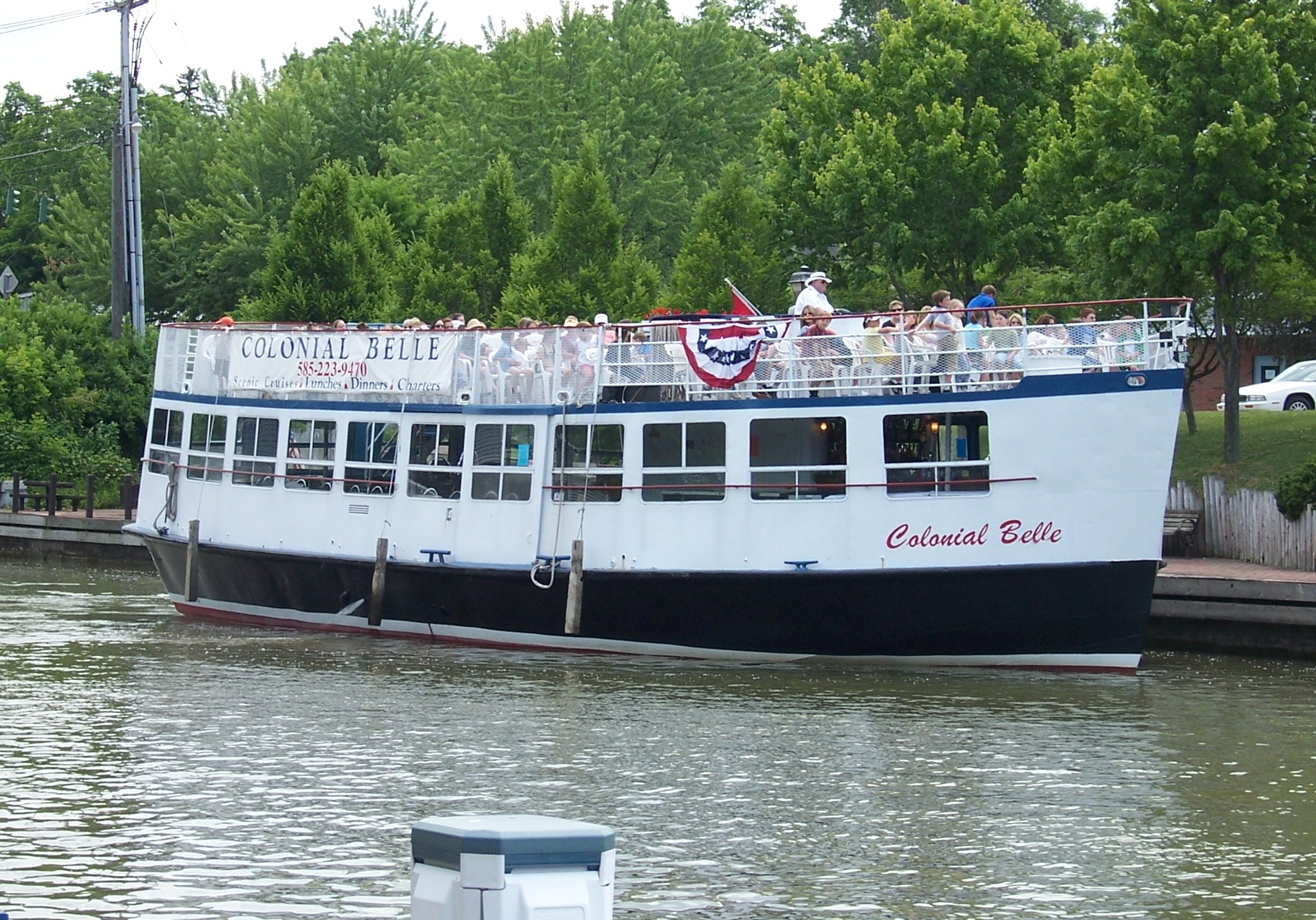
Le Colonial Bell à Fairport

## Personnalités
- Philip Seymour Hoffman acteur
- Ralph Bown pionnier de la radio
- Joseph Fornieri historien
- Julia Nunes chanteuse
- Kim Pegula, entrepreneuse et dirigeante sportive
- Rick Beato, musicien et youtubeur